# Stożek królewski
Stożek królewski (Conus imperialis) – gatunek ślimaka z rodziny stożków (Conidae). Występuje na obszarze indopacyficznych raf koralowych na płyciznach. Spotykany od strefy pływów do głębokości 75 m, niekiedy do 240 m.
Obecnie wyróżnia się dwa podgatunki:
- C. imperialis imperialis Linnaeus, 1758
- C. imperialis queketti E.A. Smith, 1906

Ciężka muszla o grubych ścianach ma długość 40–110 mm. U lektotypu szerokość wynosiła 37 mm. Skrętka jest niska, w górnej części prawie płaska o tępo zakończonych guzkach. Ostatni skręt posiada zwykle proste ściany (ewentualnie delikatnie wklęśnięte), a z rzadka szeregi dołków w kształcie spirali. Ma barwę kremowobiałą z licznymi ciemnobrązowymi plamami i krótkimi kreskami; występują 2 jasnobrązowe, spiralne paski.